# Gurdaspur
Gurdaspur (en punyabí: ਗੁਰਦਾਸਪੁਰ ) es una ciudad de la India, centro administrativo del distrito de Gurdaspur, en el estado de Punyab.

## Geografía
Se encuentra a una altitud de 264 m s. n. m. a 254 km de la capital estatal, Chandigarh, en la zona horaria UTC +5:30.

## Demografía
Según estimación 2010 contaba con una población de 78 931 habitantes.